# تشارلز فروتير
تشارلز فروتير هو لاعب هوكي الجليد كندي، (و. 1892  م).

## وصلات خارجية
- تشارلز فروتير على موقع دوري الهوكي الوطني (الإنجليزية)
- تشارلز فروتير على موقع HockeyDB.com (الإنجليزية)